# Сатырево
 Сатырева — деревня в Ильинском районе Ивановской области. Входит в состав Аньковского сельского поселения.

## География
Находится в западной части Ивановской области на расстоянии приблизительно 13 км на восток-юго-восток по прямой от районного центра села Ильинское-Хованское.

## История
В 1859 году здесь (тогда деревня в составе Юрьевского уезда Владимирской губернии) было учтено 22 двора.

## Население
Постоянное население составляло 131 человек (1859 год), 28 в 2002 году (русские 100 %), 28 в 2010.